# Kabelgatt

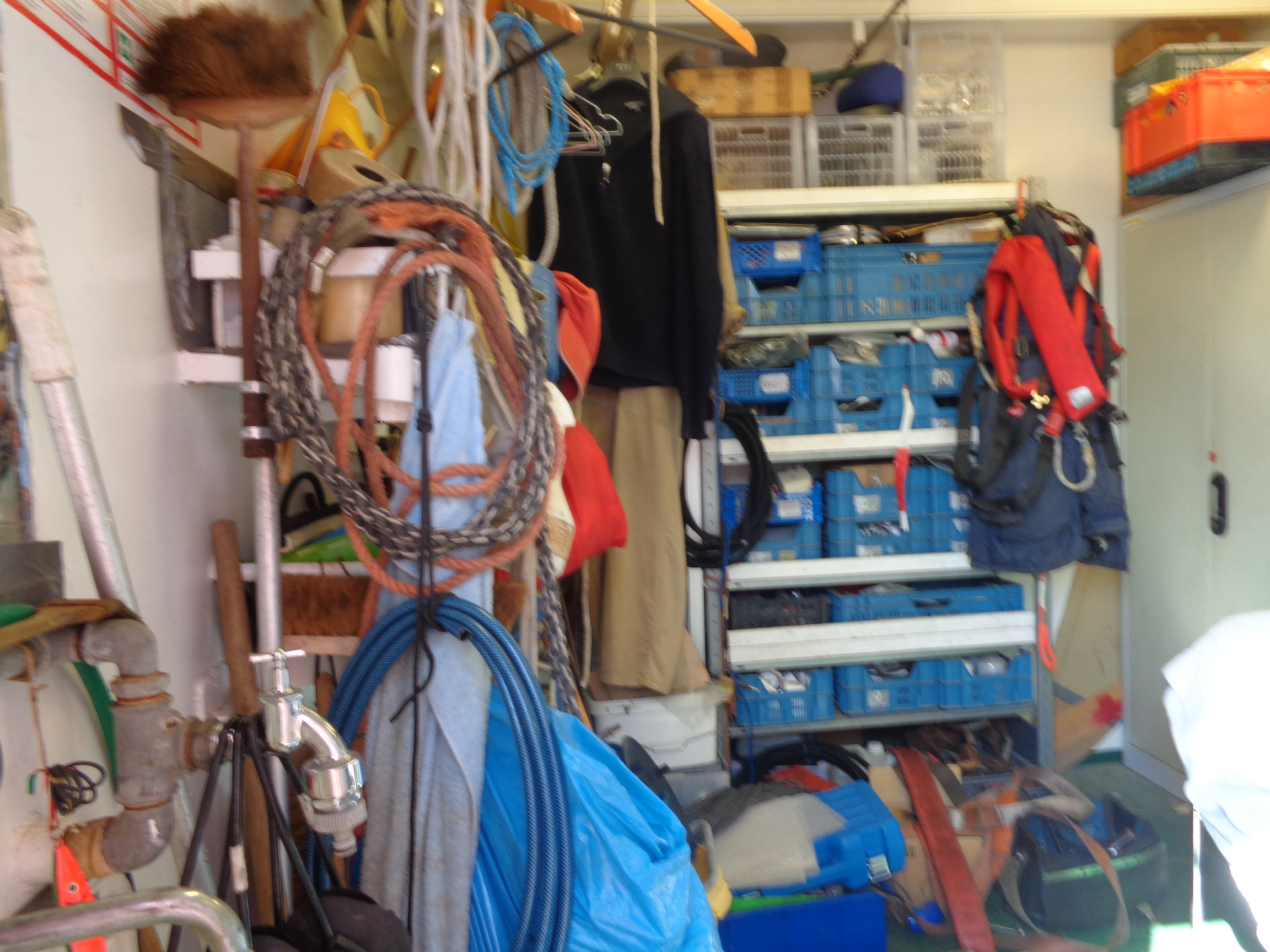
Kabelgatt auf dem Kreuzfahrtschiff Deutschland

Als Kabelgatt (englisch cable stage, rope store, bosun’s locker niederländisch kabelgat) oder auch Bootsmannsstore wird auf Schiffen ein Lagerraum für Kleingut wie Ersatzteile, Tampen, Schäkel, Blöcke, Ankerkette, Werkzeug oder auch Farben und Lacke bezeichnet. Es befindet sich meist im Vorschiff. Auf größeren Schiffen ist das Kabelgatt ein begehbarer Raum im Vorschiff und wird manchmal von einem Kabelgatt-Matrosen (gelegentlich scherzhaft auch Kabelgatt-Steward oder Kabel-Ede) betreut. Der Kabelgatt-Matrose ist ein meist vom Bootsmann eingesetzter erfahrener Mann, der das Deckstore verwaltet.